# Rail Link (häst)
Rail Link, född 26 mars 2003, död 20 maj 2022, var ett engelskt fullblod, mest känd för att ha segrat i grupp 1-löpet Prix de l'Arc de Triomphe (2006).

## Bakgrund
Rail Link var en brun hingst efter Dansili och under Docklands (efter Theatrical). Han föddes upp av Juddmonte Farms och ägdes av Khalid Abdullah. Han tränades av André Fabre i Frankrike och reds av Christophe Soumillon eller Stéphane Pasquier.

## Karriär
Rail Link sprang under tävlingskarriären in 1 074 965 pund på 7 starter, varav 5 segrar och 1 andraplats. Han tog karriärens största segrar i Prix du Lys (2006), Grand Prix de Paris (2006), Prix Niel (2006) och Prix de l'Arc de Triomphe (2006).
Rail Link tävlade inte som tvååring, utan gjorde debut som treåring. I debutlöpet som reds på Saint-Cloud kastade han av sin jockey, och i nästa start på Chantilly Racecourse slutade han på andra plats. Han var därefter obesegrad i fem raka starter, och segrade i bland annat Prix Gouvernant, Prix du Lys, Grand Prix de Paris och Prix Niel. Den 1 oktober 2006 segrade han i Prix de l'Arc de Triomphe, och besegrade hästar som Pride, Deep Impact, Shirocco och Hurricane Run.

### Som avelshingst
Under vintern 2006/2007 skadade han en sena och togs ur träning. Han förväntades göra comeback sommaren 2007, men skadan var för allvarlig och hans tävlingskarriär avslutades. Han stallades istället upp som avelshingst på Juddmonte Farms.
Den 20 maj 2022 avled Rail Link på grund av en hjärtinfarkt. Han blev 19 år gammal.